# Terry Morel
Terry Morel (* 29. Januar 1925; † 24. Juni 2005) war eine US-amerikanische Jazzsängerin.
Morel hatte 1955 eine erste Plattensession mit dem Trio des Pianisten Tony Luis für Prestige Records; auf dem Label Bethlehem Records legte sie 1955 das Album Songs of a Woman in Love vor, begleitet u. a. von Ralph Sharon und Herbie Mann. 1957 entstanden Livemitschnitte mit dem Quartett von Gerald Wiggins in Los Angeles („But Not for Me“); letzte Aufnahmen entstanden im Oktober 1957 („Day In, Day Out“/„Skylark“). Morel war im Bereich des Jazz zwischen 1955 und 1957 an fünf Aufnahmesessions beteiligt. 1962 trat sie noch in der amerikanischen Fernsehserie Frankly Jazz auf, wo sie den Jazzstandard What Is There to Say (E. Y. Harburg/Vernon Duke) interpretierte, begleitet von einer Studioband aus Bud Shank, Clare Fischer, Gary Peacock, Larry Bunker und Frank Guerrero.